# Benjamin Franklin Medal (Franklin Institute)

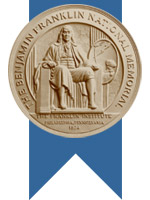
Benjamin-Franklin-Medaille

Die Benjamin Franklin Medal („Benjamin-Franklin-Medaille“) ist eine hoch dotierte Auszeichnung in den Bereichen Wissenschaft und Technologie, die vom amerikanischen Franklin Institute in Philadelphia, USA, vergeben wird.

## Preisträger der Franklin Medal

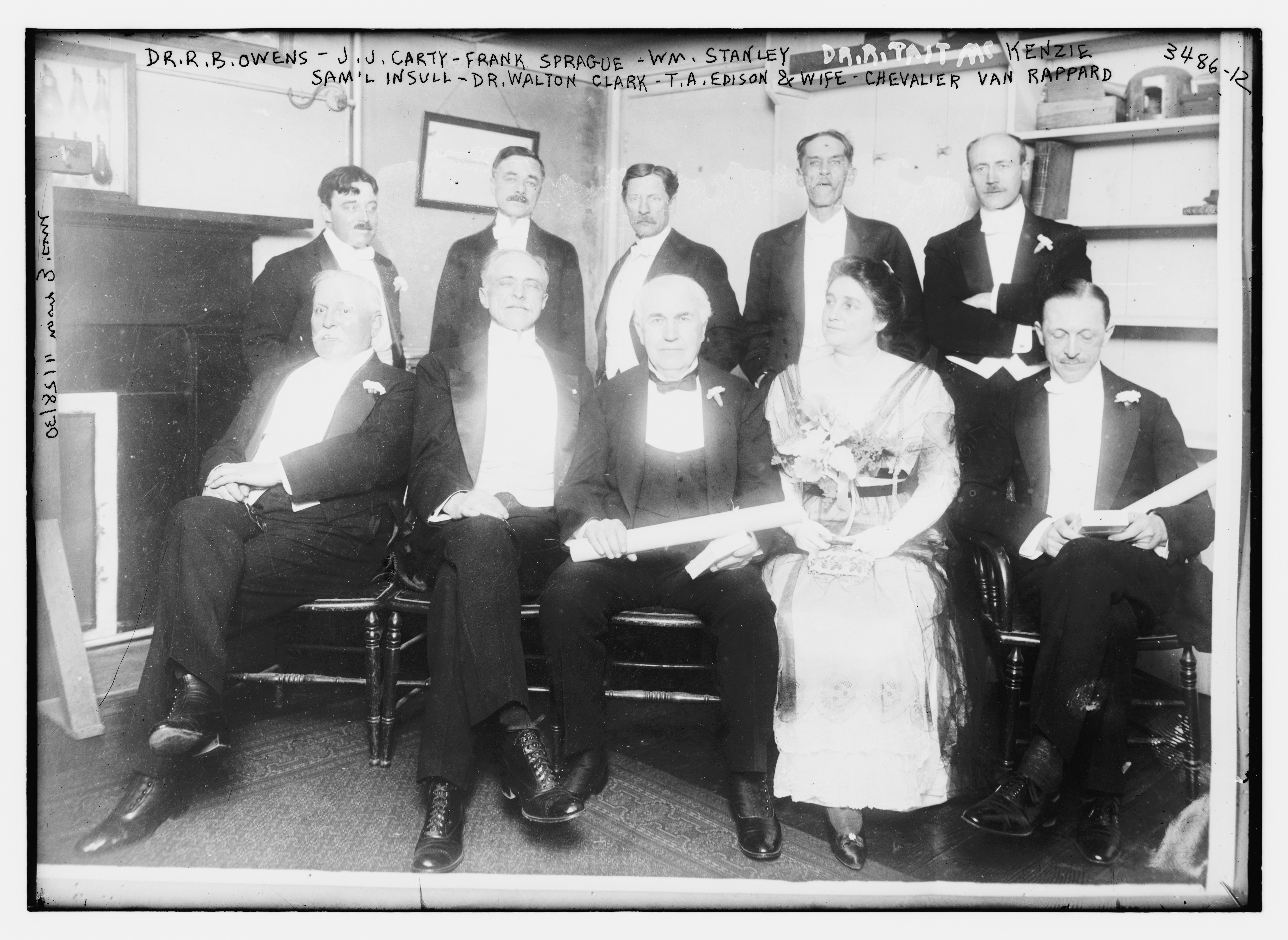
Preisträger der Franklin Medal im Jahr 1915, unter anderem Thomas Alva Edison

| Jahr | Laureat                           | Kategorie                                                    |
| ---- | --------------------------------- | ------------------------------------------------------------ |
| 1915 | Thomas Alva Edison                | Ingenieurwissenschaft                                        |
| 1915 | Heike Kamerlingh Onnes            | Physik                                                       |
| 1916 | John J. Carty                     | Ingenieurwissenschaft                                        |
| 1916 | Theodore William Richards         | Chemie                                                       |
| 1917 | Hendrik Antoon Lorentz            | Physik                                                       |
| 1917 | David W. Taylor                   | Ingenieurwissenschaft                                        |
| 1918 | Guglielmo Marconi                 | Ingenieurwissenschaft                                        |
| 1918 | Thomas Corwin Mendenhall          | Physik                                                       |
| 1919 | James Dewar                       | Physik                                                       |
| 1919 | George Owen Squier                | Ingenieurwissenschaft                                        |
| 1920 | Svante Arrhenius                  | Chemie                                                       |
| 1920 | Charles Parsons                   | Ingenieurwissenschaft                                        |
| 1921 | Charles Fabry                     | Physik                                                       |
| 1921 | Frank Julian Sprague              | Ingenieurwissenschaft                                        |
| 1922 | Ralph Modjeski                    | Ingenieurwissenschaft                                        |
| 1922 | Joseph John Thomson               | Physik                                                       |
| 1923 | Gustave-Auguste Ferrié            | Ingenieurwissenschaft/Computer- und Kognitionswissenschaften |
| 1923 | Albert A. Michelson               | Physik                                                       |
| 1924 | Ernest Rutherford                 | Chemie                                                       |
| 1924 | Edward Weston                     | Ingenieurwissenschaft                                        |
| 1925 | Elihu Thomson                     | Ingenieurwissenschaft                                        |
| 1925 | Pieter Zeeman                     | Physik                                                       |
| 1926 | Niels Bohr                        | Physik                                                       |
| 1926 | Samuel Rea                        | Ingenieurwissenschaft                                        |
| 1927 | George Ellery Hale                | Physik                                                       |
| 1927 | Max Planck                        | Physik                                                       |
| 1928 | Charles Francis Brush             | Ingenieurwissenschaft                                        |
| 1928 | Walther Nernst                    | Chemie                                                       |
| 1929 | Emil Berliner                     | Ingenieurwissenschaft                                        |
| 1929 | Charles Thomson Rees Wilson       | Physik                                                       |
| 1930 | William Henry Bragg               | Physik                                                       |
| 1930 | John Frank Stevens                | Ingenieurwissenschaft                                        |
| 1931 | James Jeans                       | Physik                                                       |
| 1931 | Willis Rodney Whitney             | Ingenieurwissenschaft                                        |
| 1932 | Philipp Lenard                    | Physik                                                       |
| 1932 | Ambrose Swasey                    | Ingenieurwissenschaft                                        |
| 1933 | Paul Sabatier                     | Chemie                                                       |
| 1933 | Orville Wright                    | Ingenieurwissenschaft                                        |
| 1934 | Irving Langmuir                   | Chemie                                                       |
| 1934 | Henry Norris Russell              | Physik                                                       |
| 1935 | Albert Einstein                   | Physik                                                       |
| 1935 | John Ambrose Fleming              | Ingenieurwissenschaft                                        |
| 1936 | Frank B. Jewett                   | Ingenieurwissenschaft                                        |
| 1936 | Charles Kettering                 | Ingenieurwissenschaft                                        |
| 1937 | Peter Debye                       | Chemie                                                       |
| 1937 | Robert Andrews Millikan           | Physik                                                       |
| 1938 | William Frederick Durand          | Ingenieurwissenschaft                                        |
| 1938 | Charles August Kraus              | Chemie                                                       |
| 1939 | Edwin Hubble                      | Physik                                                       |
| 1939 | Albert Sauveur                    | Ingenieurwissenschaft                                        |
| 1940 | Leo Hendrik Baekeland             | Ingenieurwissenschaft                                        |
| 1940 | Arthur Holly Compton              | Physik                                                       |
| 1941 | Edwin Howard Armstrong            | Ingenieurwissenschaft                                        |
| 1941 | C. V. Raman                       | Physik                                                       |
| 1942 | Jerome Hunsaker                   | Ingenieurwissenschaft                                        |
| 1942 | Paul Dyer Merica                  | Ingenieurwissenschaft                                        |
| 1943 | George W. Pierce                  | Ingenieurwissenschaft                                        |
| 1943 | Harold C. Urey                    | Physik                                                       |
| 1944 | William David Coolidge            | Ingenieurwissenschaft                                        |
| 1944 | Pjotr Leonidowitsch Kapiza        | Physik                                                       |
| 1945 | Harlow Shapley                    | Physik                                                       |
| 1946 | Henry Clapp Sherman               | Biowissenschaften                                            |
| 1946 | Henry Tizard                      | Ingenieurwissenschaft                                        |
| 1947 | Enrico Fermi                      | Physik                                                       |
| 1947 | Robert Robinson                   | Chemie                                                       |
| 1948 | Wendell Meredith Stanley          | Biowissenschaften                                            |
| 1948 | Theodore von Kármán               | Ingenieurwissenschaft                                        |
| 1949 | The Svedberg                      | Biowissenschaften                                            |
| 1950 | Eugene Paul Wigner                | Physik                                                       |
| 1951 | James Chadwick                    | Physik                                                       |
| 1952 | Wolfgang Pauli                    | Physik                                                       |
| 1953 | William Francis Gibbs             | Ingenieurwissenschaft                                        |
| 1954 | Charles E. Mees                   | Ingenieurwissenschaft                                        |
| 1955 | Arne Tiselius                     | Biowissenschaften                                            |
| 1956 | Frank Whittle                     | Ingenieurwissenschaft                                        |
| 1957 | Hugh Stott Taylor                 | Chemie                                                       |
| 1958 | Donald Wills Douglas              | Ingenieurwissenschaft                                        |
| 1959 | Hans Bethe                        | Physik                                                       |
| 1960 | Roger Adams                       | Ingenieurwissenschaft                                        |
| 1961 | Detlev Bronk                      | Biowissenschaften                                            |
| 1962 | Geoffrey Ingram Taylor            | Biowissenschaften                                            |
| 1963 | Glenn Theodore Seaborg            | Physik                                                       |
| 1964 | Gregory Breit                     | Physik                                                       |
| 1965 | Frederick Seitz                   | Ingenieurwissenschaft                                        |
| 1966 | Britton Chance                    | Biowissenschaften                                            |
| 1967 | Murray Gell-Mann                  | Physik                                                       |
| 1968 | Marshall Warren Nirenberg         | Biowissenschaften                                            |
| 1969 | John Archibald Wheeler            | Physik                                                       |
| 1970 | Wolfgang Panofsky                 | Physik                                                       |
| 1971 | Hannes Alfvén                     | Physik                                                       |
| 1972 | George Bogdan Kistiakowsky        | Chemie                                                       |
| 1973 | Theodosius Dobzhansky             | Biowissenschaften                                            |
| 1974 | Nikolai Nikolajewitsch Bogoljubow | Physik                                                       |
| 1975 | John Bardeen                      | Physik                                                       |
| 1976 | Mahlon Hoagland                   | Biowissenschaften                                            |
| 1977 | Cyril Manton Harris               | Ingenieurwissenschaft                                        |
| 1978 | Elias James Corey Jr.             | Chemie                                                       |
| 1979 | George Evelyn Hutchinson          | Biowissenschaften                                            |
| 1980 | Avram Goldstein                   | Biowissenschaften                                            |
| 1980 | Lyman Spitzer                     | Physik                                                       |
| 1981 | Stephen Hawking                   | Physik                                                       |
| 1982 | César Milstein                    | Biowissenschaften                                            |
| 1982 | Kenneth Wilson                    | Physik                                                       |
| 1984 | Verner E. Suomi                   | Ingenieurwissenschaft                                        |
| 1985 | George C. Pimentel                | Physik                                                       |
| 1986 | Benoît Mandelbrot                 | Physik                                                       |
| 1987 | Stanley Cohen                     | Biowissenschaften                                            |
| 1988 | Donald Ervin Knuth                | Computer- und Kognitionswissenschaften                       |
| 1990 | Hugh Esmor Huxley                 | Biowissenschaften                                            |
| 1990 | David Turnbull                    | Physik                                                       |
| 1992 | Frederick Reines                  | Physik                                                       |
| 1995 | Gerardus ’t Hooft                 | Physik                                                       |
| 1996 | Richard E. Smalley                | Chemie                                                       |
| 1997 | Mario Capecchi                    | Biowissenschaften                                            |

## Preisträger der Benjamin Franklin Medal
| Jahr | Laureat                      | Kategorie                               |
| ---- | ---------------------------- | --------------------------------------- |
| 1998 | Emmanuel Desurvire           | Ingenieurwissenschaft                   |
| 1998 | Robert B. Laughlin           | Physik                                  |
| 1998 | David N. Payne               | Ingenieurwissenschaft                   |
| 1998 | Stanley Prusiner             | Biowissenschaften                       |
| 1998 | Horst Ludwig Störmer         | Physik                                  |
| 1998 | Daniel Chee Tsui             | Physik                                  |
| 1998 | Ahmed Zewail                 | Chemie                                  |
| 1999 | Noam Chomsky                 | Computer- und Kognitionswissenschaften  |
| 1999 | Douglas C. Engelbart         | Computer- und Kognitionswissenschaften  |
| 1999 | Walter Kaminsky              | Chemie                                  |
| 1999 | Barry Marshall               | Biowissenschaften                       |
| 1999 | John C. Mather               | Physik                                  |
| 1999 | Richard W. Shorthill         | Computer- und Kognitionswissenschaften  |
| 1999 | Akira Tonomura               | Physik                                  |
| 1999 | Victor Vali                  | Computer- und Kognitionswissenschaften  |
| 2000 | John Cocke                   | Computer- und Kognitionswissenschaften  |
| 2000 | Eric A. Cornell              | Physik                                  |
| 2000 | Gordon Danby                 | Maschinenbau                            |
| 2000 | Eville Gorham                | Geowissenschaften                       |
| 2000 | Robert Grubbs                | Chemie                                  |
| 2000 | Wolfgang Ketterle            | Physik                                  |
| 2000 | Antoine Émile Henry Labeyrie | Elektrotechnik                          |
| 2000 | James R. Powell              | Maschinenbau                            |
| 2000 | Carl E. Wieman               | Physik                                  |
| 2001 | Judah Folkman                | Biowissenschaften                       |
| 2001 | Alan Guth                    | Physik                                  |
| 2001 | Marvin Minsky                | Computer- und Kognitionswissenschaften  |
| 2001 | Barry Sharpless              | Chemie                                  |
| 2001 | Rob Van der Voo              | Geowissenschaften                       |
| 2001 | Bernard Widrow               | Elektrotechnik                          |
| 2002 | Norman Allinger              | Chemie                                  |
| 2002 | Mary-Dell Chilton            | Biowissenschaften                       |
| 2002 | Sumio Iijima                 | Physik                                  |
| 2002 | Shuji Nakamura               | Ingenieurwissenschaft                   |
| 2002 | Alexandra Navrotsky          | Geowissenschaften                       |
| 2002 | Lucy Suchman                 | Computer- und Kognitionswissenschaften  |
| 2003 | Bishnu S. Atal               | Elektrotechnik                          |
| 2003 | John N. Bahcall              | Physik                                  |
| 2003 | Raymond Davis junior         | Physik                                  |
| 2003 | Jane Goodall                 | Biowissenschaften                       |
| 2003 | Robin M. Hochstrasser        | Chemie                                  |
| 2003 | Masatoshi Koshiba            | Physik                                  |
| 2003 | John McCarthy                | Computer- und Kognitionswissenschaften  |
| 2003 | Norman A. Phillips           | Geowissenschaften                       |
| 2003 | Joseph Smagorinsky           | Geowissenschaften                       |
| 2003 | Charles H. Thornton          | Ingenieurwissenschaft                   |
| 2004 | Roger Bacon                  | Maschinenbau                            |
| 2004 | Harry B. Gray                | Chemie                                  |
| 2004 | Richard M. Karp              | Computer- und Kognitionswissenschaften  |
| 2004 | Robert B. Meyer              | Physik                                  |
| 2004 | Robert E. Newnham            | Elektrotechnik                          |
| 2005 | Elizabeth Blackburn          | Biowissenschaften                       |
| 2005 | Aravind Joshi                | Computer- und Kognitionswissenschaften  |
| 2005 | Yōichirō Nambu               | Physik                                  |
| 2005 | Peter R. Vail                | Geowissenschaften                       |
| 2005 | Andrew J. Viterbi            | Elektrotechnik                          |
| 2006 | Ray W. Clough                | Ingenieurwissenschaft                   |
| 2006 | Samuel Danishefsky           | Chemie                                  |
| 2006 | Luna Bergere Leopold         | Geowissenschaften                       |
| 2006 | Donald Norman                | Computer- und Kognitionswissenschaften  |
| 2006 | Fernando Nottebohm           | Biowissenschaften                       |
| 2006 | Giacinto Scoles              | Physik                                  |
| 2006 | Jan Peter Toennies           | Physik                                  |
| 2006 | M. Gordon Wolman             | Geowissenschaften                       |
| 2007 | Klaus Biemann                | Chemie                                  |
| 2007 | Robert H. Dennard            | Elektrotechnik                          |
| 2007 | Merton C. Flemings           | Materialwissenschaften                  |
| 2007 | Arthur McDonald              | Physik                                  |
| 2007 | Steve Squyres                | Geowissenschaften                       |
| 2007 | Yōji Totsuka                 | Physik                                  |
| 2007 | Nancy S. Wexler              | Biowissenschaften                       |
| 2008 | Victor Ambros                | Biowissenschaften                       |
| 2008 | David Baulcombe              | Biowissenschaften                       |
| 2008 | Wallace S. Broecker          | Geowissenschaften                       |
| 2008 | Albert Eschenmoser           | Chemie                                  |
| 2008 | Deborah Jin                  | Physik                                  |
| 2008 | Judea Pearl                  | Computer- und Kognitionswissenschaften  |
| 2008 | Arun Phadke                  | Elektrotechnik                          |
| 2008 | Gary Ruvkun                  | Biowissenschaften                       |
| 2008 | James Thorp                  | Elektrotechnik                          |
| 2009 | Ruzena Bajcsy                | Computer- und Kognitionswissenschaften  |
| 2009 | Stephen Benkovic             | Biowissenschaften                       |
| 2009 | Frederick Grassle            | Geo- und Umweltwissenschaften           |
| 2009 | Richard J. Robbins           | Ingenieurwissenschaft                   |
| 2009 | George Whitesides            | Chemie                                  |
| 2009 | Lotfi Zadeh                  | Elektrotechnik                          |
| 2010 | Juan Ignacio Cirac Sasturain | Physik                                  |
| 2010 | Shafrira Goldwasser          | Computer- und Kognitionswissenschaften  |
| 2010 | Peter Nowell                 | Biowissenschaften                       |
| 2010 | Gerhard Sessler              | Elektrotechnik                          |
| 2010 | D. Brian Spalding            | Maschinenbau                            |
| 2010 | JoAnne Stubbe                | Chemie                                  |
| 2010 | James E. West                | Elektrotechnik                          |
| 2010 | David Wineland               | Physik                                  |
| 2010 | Peter Zoller                 | Physik                                  |
| 2011 | Nicola Cabibbo               | Physik                                  |
| 2011 | John R. Anderson             | Computer- und Kognitionswissenschaften  |
| 2011 | Jillian F. Banfield          | Erd- und Umweltwissenschaften           |
| 2011 | Ingrid Daubechies            | Elektrotechnik                          |
| 2011 | Dean Kamen                   | Maschinenbau                            |
| 2011 | Kyriacos Costa Nicolaou      | Chemie                                  |
| 2012 | Rashid Sunyaev               | Physik                                  |
| 2012 | Vladimir Vapnik              | Computer- und Kognitionswissenschaften  |
| 2012 | Ellen Stone Mosley-Thompson  | Erd- und Umweltwissenschaften           |
| 2012 | Lonnie G. Thompson           | Erd- und Umweltwissenschaften           |
| 2012 | Jerry Nelson                 | Elektrotechnik                          |
| 2012 | Zvi Hashin                   | Maschinenbau                            |
| 2012 | Sean B. Carroll              | Lebenswissenschaften                    |
| 2013 | Jerrold Meinwald             | Chemie                                  |
| 2013 | William Labov                | Kognitionswissenschaften                |
| 2013 | Robert A. Berner             | Umweltwissenschaften                    |
| 2013 | Rudolf Jaenisch              | Lebenswissenschaften                    |
| 2013 | Subra Suresh                 | Materialwissenschaften                  |
| 2013 | Alexander Dalgarno           | Physik                                  |
| 2014 | Shunichi Kawasaki            | Elektrotechnik                          |
| 2014 | Christopher T. Walsh         | Chemie                                  |
| 2014 | Joachim Frank                | Lebenswissenschaften                    |
| 2014 | Daniel Kleppner              | Physik                                  |
| 2014 | Mark Kryder                  | Elektrotechnik                          |
| 2014 | Lisa Tauxe                   | Erd- und Umweltwissenschaften           |
| 2014 | Ali H. Nayfeh                | Maschinenbau                            |
| 2015 | Syukuro Manabe               | Erd- und Umweltwissenschaften           |
| 2015 | Stephen J. Lippard           | Chemie                                  |
| 2015 | Shoucheng Zhang              | Physik                                  |
| 2015 | Roger F. Harrington          | Elektrotechnik                          |
| 2015 | Eugene J. Mele               | Physik                                  |
| 2015 | Elissa L. Newport            | Computer- und Kognitionswissenschaften  |
| 2015 | Cornelia Bargmann            | Lebenswissenschaften                    |
| 2015 | Charles L. Kane              | Physik                                  |
| 2016 | Nadrian C. Seeman            | Chemie                                  |
| 2016 | Yale N. Patt                 | Informatik und Kognitionswissenschaften |
| 2016 | Brian F. Atwater             | Geo- und Umweltwissenschaften           |
| 2016 | Solomon W. Golomb            | Elektrotechnik                          |
| 2016 | Robert S. Langer             | Lebenswissenschaften                    |
| 2016 | Shu Chien                    | Maschinenbau                            |
| 2017 | Krzysztof Matyjaszewski      | Chemie                                  |
| 2017 | Mitsuo Sawamoto              | Chemie                                  |
| 2017 | Michael I. Posner            | Kognitionswissenschaften                |
| 2017 | Nick Holonyak                | Elektroingenieurwesen                   |
| 2017 | Douglas C. Wallace           | Lebenswissenschaften                    |
| 2017 | Mildred S. Dresselhaus       | Materialwissenschaften                  |
| 2017 | Marvin L. Cohen              | Physik                                  |
| 2018 | John B. Goodenough           | Chemie                                  |
| 2018 | Vinton Gray Cerf             | Informatik und Kognitionswissenschaft   |
| 2018 | Robert E. Kahn               | Informatik und Kognitionswissenschaft   |
| 2018 | Susan Trumbore               | Geo- und Umweltwissenschaften           |
| 2018 | Manijeh Razeghi              | Elektroingenieurwesen                   |
| 2018 | Adrian Bejan                 | Maschinenbau                            |
| 2018 | Helen Rhoda Quinn            | Physik                                  |
| 2019 | Eli Yablonovitch             | Elektroingenieurwesen                   |
| 2019 | Gene E. Likens               | Geo- und Umweltwissenschaften           |
| 2019 | Marcia K. Johnson            | Computer- und Kognitionswissenschaften  |
| 2019 | James P. Allison             | Lebenswissenschaften                    |
| 2019 | John A. Rogers               | Materialwissenschaften                  |
| 2019 | John J. Hopfield             | Physik                                  |
| 2021 | Roberto Car                  | Chemie                                  |
| 2021 | Michele Parrinello           | Chemie                                  |
| 2021 | Monica G. Turner             | Geo- und Umweltwissenschaften           |
| 2021 | Barbara H. Partee            | Computer- und Kognitionswissenschaften  |
| 2021 | Jeremy Nathans               | Lebenswissenschaften                    |
| 2021 | C. Daniel Mote               | Maschinenbau                            |
| 2021 | Henry C. Kapteyn             | Physik                                  |
| 2021 | Margaret M. Murnane          | Physik                                  |
| 2022 | Sheldon Weinbaum             | Biomedical Engineering                  |
| 2022 | Carol V. Robinson            | Chemistry                               |
| 2022 | Sallie W. Chisholm           | Geo- und Umweltwissenschaften           |
| 2022 | P. Daniel Dapkus             | Elektroingenieurwesen                   |
| 2022 | Russell D. Dupuis            | Elektroingenieurwesen                   |
| 2022 | Katalin Karikó               | Lebenswissenschaften                    |
| 2022 | Drew Weissman                | Lebenswissenschaften                    |
| 2022 | Edward C. Stone              | Physik                                  |
| 2023 | Monika Schleier-Smith        | Materialwissenschaften                  |
| 2023 | Richard N. Zare              | Chemie                                  |
| 2023 | Barbara H. Liskov            | Computerwissenschaften                  |
| 2023 | R. Lawrence Edwards          | Geo- und Umweltwissenschaften           |
| 2023 | Nader Engheta                | Elektroingenieurwesen                   |
| 2023 | Elaine Fuchs                 | Lebenswissenschaften                    |
| 2023 | Philip Kim                   | Physik                                  |
| 2024 | Mary C. Boyce                | Maschinenbau                            |
| 2024 | Joanne Chory                 | Lebenswissenschaften                    |
| 2024 | Paula T. Hammond             | Chemie                                  |
| 2024 | Paul D.N. Hebert             | Erd- und Umweltwissenschaften           |
| 2024 | Robert M. Metcalfe           | Elektroingenieurwesen                   |
| 2024 | Gabriela S. Schlau-Cohen     | Chemie                                  |
| 2024 | Janet F. Werker              | Computer- und Kognitionswissenschaft    |
| 2025 | Naomi J. Halas               | Chemie                                  |
| 2025 | William James Dally          | Computer- und Kognitionswissenschaft    |
| 2025 | Kurt Edward Petersen         | Elektroingenieurwesen                   |
| 2025 | Steven M. Block              | Lebenswissenschaften                    |
| 2025 | John W. Hutchinson           | Ingenieurwissenschaft                   |
| 2025 | John P. Perdew               | Physik                                  |